# تونكو أنور
تونكو أنور بن السلطان بدلي شاه (30 يونيو 1939 – 21 مايو 2014) هو عضو في عائلة قدح الملكية ورئيس مجلس الوصاية بولاية قدح الماليزية. هو ابن السلطان بدلي شاه والأخ غير الشقيق للسلطان عبد الحليم.
في 12 ديسمبر 2011،عُين رئيسًا لمجلس الوصاية بعد أن أصبح تونكو عبد الحليم يانغ دي بيرتوان أغونغ. ومن بين أعضاء المجلس الآخرين إخوته تونكو صالح الدين وتونكو عبد الحميد الثاني وابنة تونكو عبد الحليم تونكو بوتيري إنتان سافيناز.

## وفاته
توفي تونكو أنور في الساعة 12:20 صباحًا يوم 21 مايو 2014 في مستشفى بانتاي في إيبوه في فيرق، بسبب نوبة قلبية. عن عمر يناهز 74 عامًا. ودفن جثمانه بعد صلاة العصر في ضريح قدح الملكي في لانجار بقدح.
قبل وفاته كان يُعتقد أنه خليفة لعرش قدح، منذ اعتبار أخوه الأكبر غير الشقيق تونكو عبد الملك عاجزًا بسبب الشيخوخة، ومنذ 16 ديسمبر 2016 أصبح شقيقه الأصغر تونكو صالح الدين ولي العهد التالي وراجا مودا في قدح.